# Joseph Pannell Taylor
Pour les articles homonymes, voir Joseph Taylor.
Joseph Pannell Taylor (4 mai 1796 – 29 juin 1864) fut un général de l'Armée de l'Union durant la guerre de Sécession.
Il est né à Louisville, dans le Kentucky, de Richard Taylor et de Sarah Dabney Strother, et son frère, Zachary Taylor, fut président des États-Unis. Il épousa Evelyn A. McLean, la fille de John McLean.